# Rüfət Hüseynov
Rüfət İlham oğlu Hüseynov (* 25. April 1997 in Gəncə) ist ein ehemaliger aserbaidschanischer Boxer im Halbfliegengewicht.

## Karriere
Hüseynov gewann 2013 Silber bei der Junioren-Europameisterschaft in Anapa, 2014 Bronze bei der Jugend-Weltmeisterschaft in Sofia und bei den anschließenden Olympischen Jugend-Sommerspielen 2014 in Nanjing die Goldmedaille.
2015 startete er bei der Europameisterschaft in Samokow und gewann nach einer Halbfinalniederlage gegen Harvey Horn eine Bronzemedaille. Bei der anschließenden Weltmeisterschaft 2015 in Doha schlug er unter anderem Hasanboy Doʻsmatov, ehe er im Viertelfinale knapp gegen Dmytro Samotajew ausschied.
2016 unterlag er bei der europäischen Olympiaqualifikation in Samsun im Viertelfinale gegen Samuel Carmona, gewann jedoch unter anderem mit Siegen gegen Joselito Velásquez und Samuel Carmona das Olympiaqualifikationsturnier in Baku, womit er einen Startplatz bei den Olympischen Spielen 2016 in Rio de Janeiro erkämpft hatte. Dort schied er in der Vorrunde gegen Matthias Hamunyela aus.
2019 gewann er Bronze bei der U22-Europameisterschaft in Wladikawkas und war auch Teilnehmer der Europaspiele 2019 in Minsk, wo er im Viertelfinale gegen Federico Serra unterlag. 2020 nahm er noch an der europäischen Olympiaqualifikation in London teil, wo er im ersten Kampf an Cosmin Gîrleanu scheiterte.